# Jessica Vall i Montero
Jèssica Vall i Montero (Barcelona, 22 de novembre de 1988) és una nedadora catalana, especialitzada en els 200 metres braça.
Nedadora del Club Natació Sant Andreu, va debutar internacionalment als Jocs del Mediterrani de 2013, disputats a Mersin (Turquia), competint en els 50, 100 i 200 metres braça, així com en els relleus de 4x100 m lliures i 4x100 m estils. En la prova de 200 m braça obtingué la medalla d'or amb un temps de 2:27.22. En la modalitat de 100 m braça, Vall es penjà la medalla d'argent després d'aturar el cronòmetre a 1:08.80, realitzant així una nova marca personal de la distància. La mateixa sort tingué amb els relleus de 4x100 m estils, on el combinat espanyol va quedar en 2n lloc (4:08.84) i no va poder superar l'esquadra italiana. Finalment, en els 50 m braça i els relleus de 4x100 m lliures va quedar en 5è i 4t lloc, respectivament.
Al Campionat del Món de natació de 2013, celebrat a Barcelona, es classificà per a disputar la prova de 50 i 200 m braça. En els 200 metres braça es classificà per a les semifinals després de marcar el quart millor temps de la seva sèrie amb un temps de 2:26.62.
Al Campionat Mundial del 2015, celebrat a Kazan, obtingué el tercer lloc i la medalla de bronze en els 200 m braça, el mateix premi que havia obtingut en el Campionat d'Europa de 2014 celebrat a Berlín. En aquesta mateixa prova de 200 m braça, en la qual és especialista, guanyà la medalla de plata en els Campionats d'Europa dels anys 2016 i 2018.
Als Jocs Mediterranis de Tarragona de 2018 obtingué la medalla d'or en els 100 m i 200 m braça, la de plata en el 4 x 100 m estils i la de bronze en els 50 m braça.
El juliol de 2018, en els campionats estatals, establí un nou rècord d'Espanya pels 100 m braça (1:06.58).
El desembre de 2024 va anunciar la seva retirada.

## Altres premis i reconeixements
L'any 2015 va rebre el premi Dona i Esport, modalitat de dona esportista.